# Pogonodon
Il pogonodonte (gen. Pogonodon) è un mammifero carnivoro estinto, appartenente ai nimravidi. Visse tra l'Oligocene inferiore e il Miocene inferiore (circa 32 - 20 milioni di anni fa) e i suoi resti fossili sono stati ritrovati in Nordamerica.

## Descrizione
Questo animale doveva essere di aspetto e taglia simile a un odierno leopardo. Era caratterizzato da un notevole sviluppo dei canini superiori, che lo rendevano molto simile ai felidi macairodonti. 
Pogonodon si distingueva da generi simili come Dinictis e Hoplophoneus per un insieme di caratteristiche, tra cui le ossa zigomatiche triangolari se viste dall'alto, una dentellatura lungo la parte posteriore dei canini superiori meno densa che in Hoplophoneus, il quarto premolare superiore con protocono ben sviluppato ma parastilo assente, il primo molare superiore allungato e dotato di protocono prominente e separato dal paracono e un'estensione posteriore che andava a formare una sorta di piccola T. Nella dentatura inferiore, il terzo premolare era più alto del quarto, che a sua volta era più alto del paraconide del primo molare.

## Classificazione

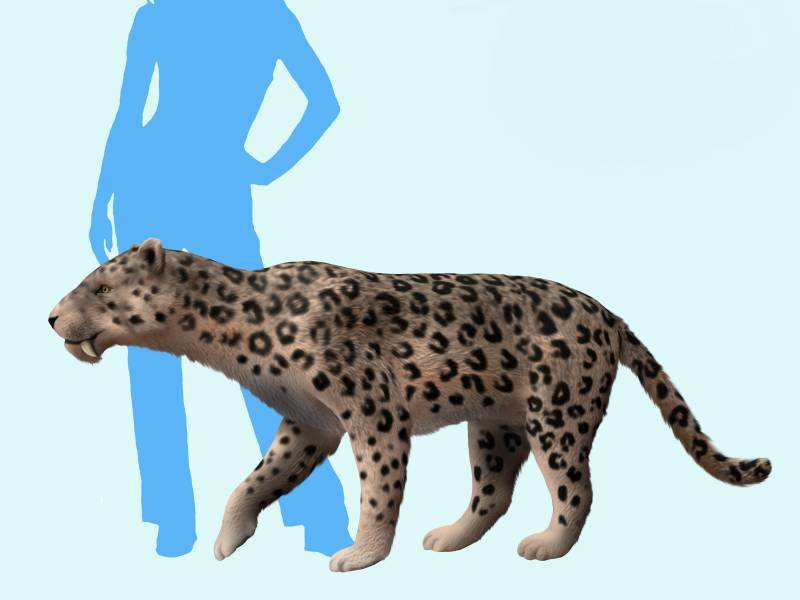
Ricostruzione di Pogonodon

Pogonodon era un rappresentante della famiglia Nimravidae, un gruppo di carnivori estinti simili ai felidi, ma non strettamente imparentati con essi. Il genere Pogonodon venne istituito da Edward Drinker Cope nel 1880, per accogliere la specie Hoplophoneus platycopis che lo stesso Cope aveva descritto solo un anno prima sulla base di un fossile proveniente dalla formazione John Day in Oregon. Oltre alla specie tipo Pogonodon platycopis, nota anche in South Dakota e in Nebraska in terreni dell'Oligocene inferiore, è nota anche la specie P. davisi, più piccola e conosciuta per resti rinvenuti in Wyoming, Nebraska, South Dakota e Oregon. 
Cope riteneva Pogonodon una forma intermedia tra Dinictis e Hoplophoneus a causa di alcune caratteristiche dentarie; successivamente alcuni autori avevano messo in dubbio la validità di questo genere, ma revisioni più recenti hanno indicato come Pogonodon sia stato effettivamente un genere a sé stante, forse vicino a Dinictis (Bryant, 1996; Barrett, 2016).